# 福綏省

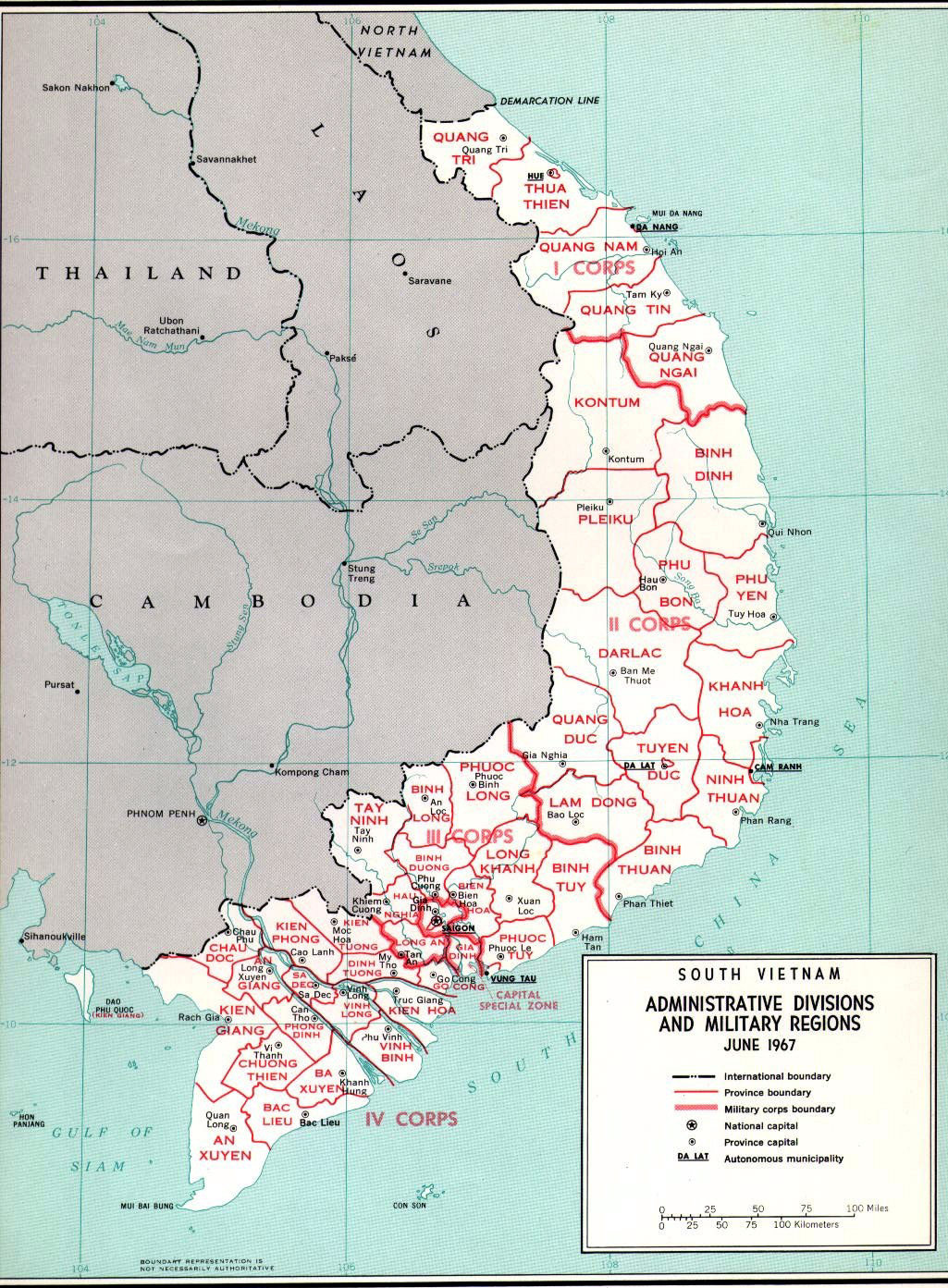
1967年的地圖顯示了越南共和國福綏省的省界

福綏省（越南语：／）是越南曾經設立的一個省。該省占地面積2,427平方公里，毗鄰平綏省、隆慶省、邊和省、嘉定省、頭頓市社。
1975年11月，越南南方共和國臨時革命政府將建和省並入舊同奈省。

## 行政區劃
1970年，福綏省下轄5郡。
- 川木郡
- 隆禮郡
- 坦赭郡
- 隆田郡
- 德盛郡